# Myrcia luschnathiana
Myrcia luschnathiana är en myrtenväxtart som beskrevs av Otto Karl Berg. Myrcia luschnathiana ingår i släktet Myrcia och familjen myrtenväxter. Inga underarter finns listade i Catalogue of Life.